# Флаг сельского поселения Алябьевский
Флаг муниципального образования сельское поселение Аля́бьевский Советского района Ханты-Мансийского автономного округа — Югры Российской Федерации — опознавательно-правовой знак, служащий официальным символом муниципального образования.
Флаг утверждён 28 апреля 2010 года и внесён в Государственный геральдический регистр Российской Федерации с присвоением регистрационного номера 6318.

## Описание флага
Описание флага, утверждённого решением Совета депутатов сельского поселения Алябьевский от 28 апреля 2010 года № 96, гласило:

Флаг сельского поселения Алябьевский представляет собой прямоугольное полотнище, с отношением ширины к длине 2:3, воспроизводящее композицию герба сельского поселения Алябьевский в лазоревом (синем, голубом), зелёном, жёлтом, серебряном и чёрном цветах.
Ширина нижней жёлтой полосы составляет 1/4 ширины флага.

30 августа 2010 года, учитывая рекомендации Геральдического совета при Президенте Российской Федерации, изложенные в письме от 09 июля 2010 года № А72-2-540, решением Совета депутатов сельского поселения Алябьевский № 115, было изменено описание флага:

Флаг сельского поселения Алябьевский представляет собой прямоугольное полотнище с отношением ширины к длине 2:3, воспроизводящее композицию герба сельского поселения Алябьевский в синем, зелёном, жёлтом, белом и чёрном цветах.
Ширина нижней жёлтой полосы составляет 1/4 ширины флага.

Сам рисунок флага изменён не был.

## Символика флага
Флаг составлен на основании герба сельского поселения Алябьевский и отражает исторические, социально-экономические и иные местные традиции.
Обоснование символики флага, утверждённое решением Совета депутатов сельского поселения Алябьевский от 28 апреля 2010 года № 96, гласило:
Лазоревый (синий, голубой) и зелёный цвета флага символизирует принадлежность сельского поселения к Ханты-Мансийскому автономному округу — Югре.
Ель символизирует историческое начало поселения от посёлка Алябьевского леспромхоза, наличие на территории предприятий лесной промышленности.
Серебряный цвет — символ чистоты, открытости, примирения.
Полоса жёлтого цвета символизирует справедливость, самостоятельность и достаток, к которому стремится поселение.
Чёрные капли на жёлтом цвете — символ зарезервированных месторождений нефти.
Обоснование символики флага, утверждённое решением Совета депутатов сельского поселения Алябьевский от 30 августа 2010 года № 115, гласит:
Синяя и зелёная вертикальные полосы указывают на принадлежность сельского поселения Алябьевский к Ханты-Мансийскому автономному округу — Югре; ель напоминает об историческом начале поселения от посёлка Алябьевского леспромхоза; жёлтая полоса с чёрными каплями указывает на зарезервированные месторождения нефти.